# فرد كيارني
فرد كيارني هو لاعب هوكي الجليد كندي، ولد في 19 مايو 1897 في بيمبروك في كندا، وتوفي في 6 نوفمبر 1998.

## وصلات خارجية
- فرد كيارني على موقع HockeyDB.com (الإنجليزية)